# Peter Heywood

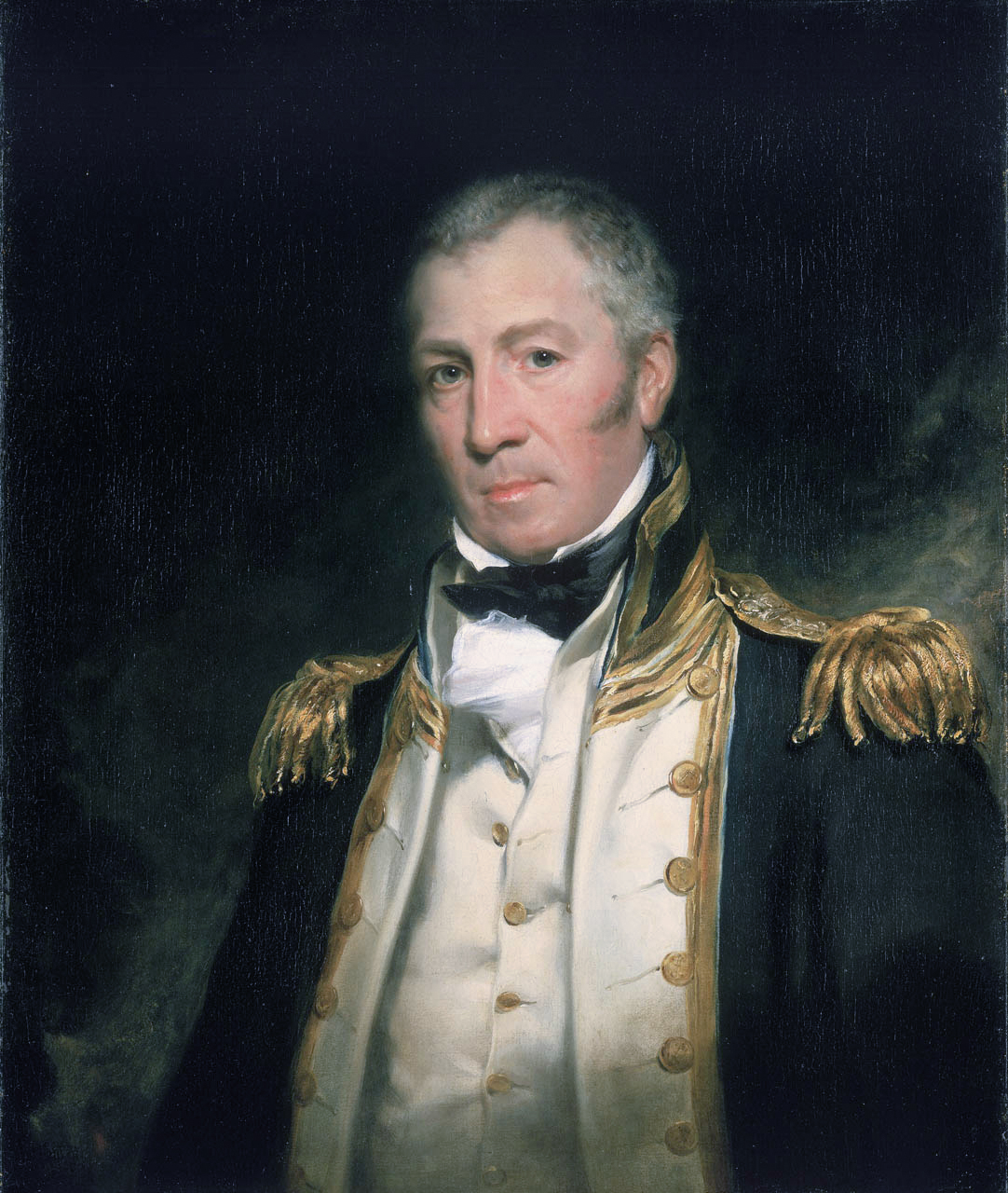
Peter Heywood

Peter Heywood (Douglas (Man), 6 juni 1772 - Londen, 10 februari 1831) was een Britse marineofficier.
Peter Heywood werd geboren op het Britse eiland Man in een vooraanstaande familie met veel ervaring in de marine. Zijn moedertaal was Manx. In 1787 vertrok de 15-jarige Heywood voor zijn eerste zeereis met de Bounty, onder bevel van luitenant William Bligh, naar Tahiti. Peter Heywood had officieel geen rang aan boord, maar eigenlijk werd hij op het schip beschouwd als officier.
Tijdens deze reis maakte hij de roemruchte muiterij mee op 28 april 1789. Toen William Bligh van boord werd gezet bleef Heywood op de Bounty. Toen de Bounty van Tahiti vertrok, bleef hij op het eiland achter, samen met een groep anderen, om zich over te geven aan de Royal Navy. Hier werd hij gevangengenomen door de bemanning van de HMS Pandora. De Pandora liep tijdens de terugreis op een rif waarbij vier andere gevangenen verdronken. Terug in Engeland moest Heywood  in september 1792 voor de krijgsraad verschijnen. Hij werd, met vier anderen, ter dood veroordeeld, maar de krijgsraad diende voor Heywood en Morrison een gratieverzoek in bij koning George III. Hierbij viel op dat Heywood uit een rijke en machtige familie kwam en de vier anderen uit arme families kwamen.
Na het proces bleef hij in dienst voor de marine, waar hij snel door de rangen steeg en op 27-jarige leeftijd gezagvoerder werd van zijn eigen schip en op 31-jarige leeftijd kapitein werd. Hij bleef tot 1816 bij de marine en ging uiteindelijk in 1826 met pensioen met de rang van kapitein.